# Topalia clavata
Topalia clavata är en kvalsterart som beskrevs av Hammer 1966. Topalia clavata ingår i släktet Topalia och familjen Nosybeidae. Inga underarter finns listade i Catalogue of Life.